# Kunstmuseum Appenzell

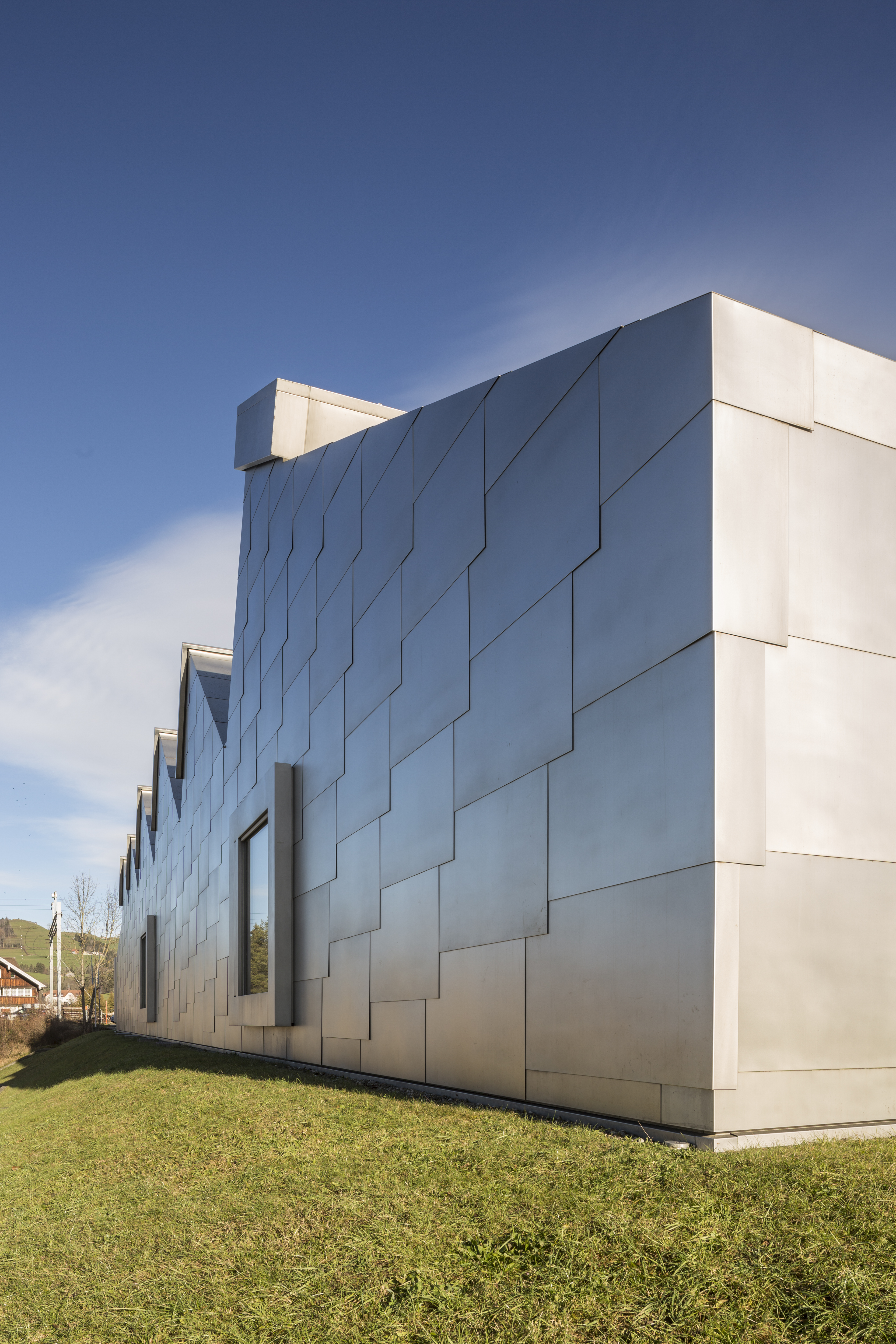
Das Kunstmuseum Appenzell von Norden aus

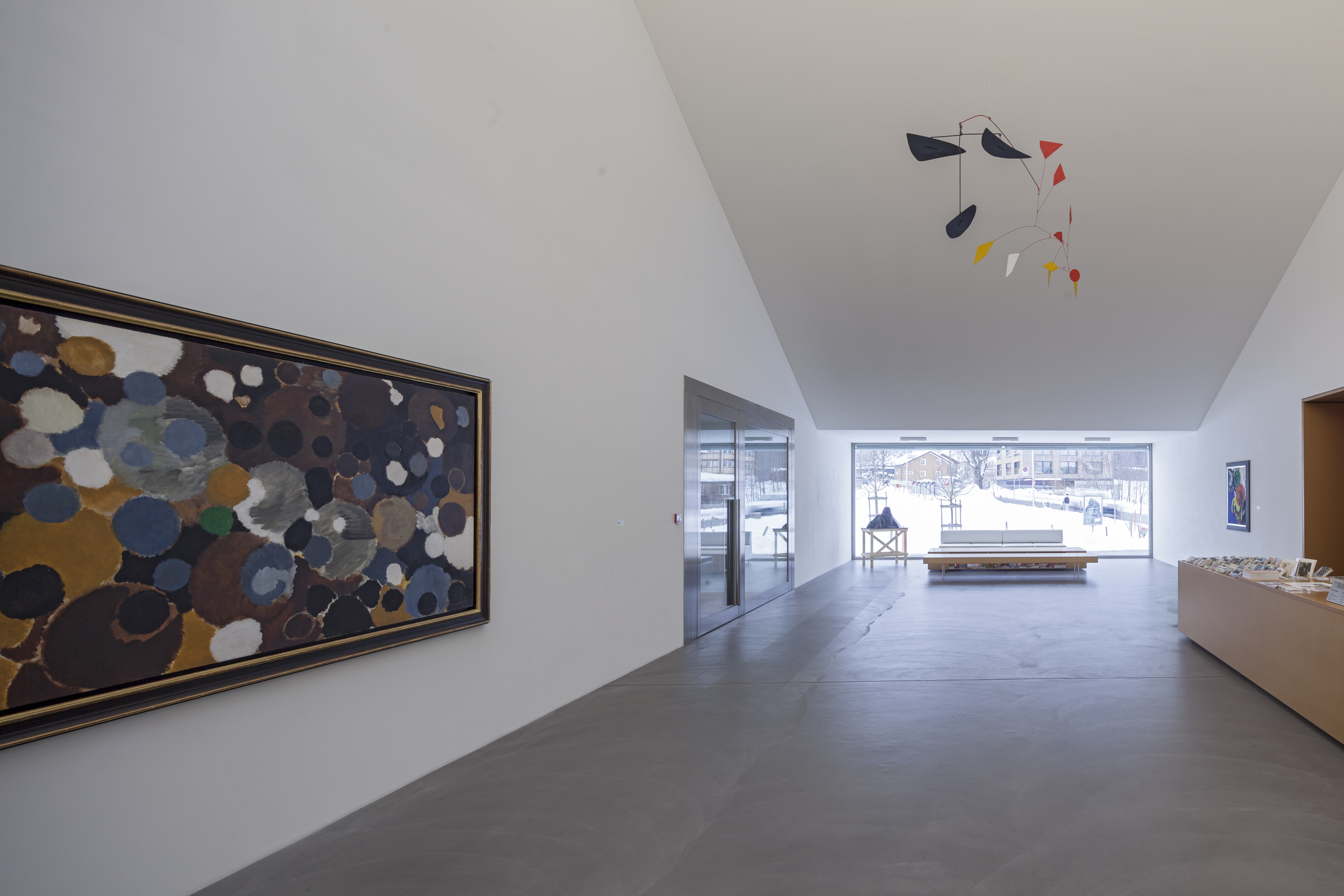
Das Foyer im Kunstmuseum Appenzell

Das Kunstmuseum Appenzell (ehemals Museum Liner) ist ein Kunstmuseum im Schweizer Kanton Appenzell Innerrhoden. Es zeigt in Sonderausstellungen Kunst des 20. und 21. Jahrhunderts sowie Ausstellungen zur eigenen Sammlung.

## Geschichte
Das Kunstmuseum Appenzell wurde von den Architekten Annette Gigon und Mike Guyer entworfen, die auch für den Neubau des Kirchner Museums Davos und die Erweiterungsbauten des Kunstmuseums Winterthur sowie der Sammlung Oskar Reinhart am Römerholz, Winterthur, verantwortlich sind. Es wurde ab 1996 projektiert, zwischen 1997 und 1998 ausgeführt und im September 1998 eröffnet. Bauherrin war die «Stiftung Liner», die heutige «Heinrich Gebert Kulturstiftung Appenzell». Es wurde gestiftet vom Industriellen Heinrich Gebert.
Das 1998 eröffnete Museum war ursprünglich dem Werk der beiden Appenzeller Vertreter der modernen Kunst, Carl August Liner und Carl Walter Liner, gewidmet. Der Bau gehört somit zum Typus der monografischen Museen. Da aber von Anfang an feststand, dass das Museum vornehmlich für Wechselausstellungen zur Kunst des 20. Jahrhunderts und der Gegenwart genutzt werden sollte, konzipierten die Architekten das Museum als offene Erlebnisarchitektur.

## Architektur
Die Raumfolge führt über die Eingangshalle im Süden durch die im Volumen abnehmenden Galerieräume zu einem Lese- und einem Medienraum im Norden. Die Ausstellungssäle sind klar definierte Räume, welche die Kunstwerke weder überhöhen noch konkurrenzieren wollen. Sie sind möglichst zurückhaltend im Detail, weisen helle Wände und einen Fussboden aus gegossenem Beton auf und sind jeweils von oben über ein Sheddach mit Tageslicht erhellt.
Die Raumflächen sind verhältnismässig klein gehalten, um für die einzelnen Werke ein möglichst konzentriertes Umfeld zu schaffen. Die gesamte Ausstellungsfläche gliedert sich in zehn Räume zwischen 30 und 50 Quadratmeter. Die verschiedenen Raumgrössen werden durch eine asymmetrisch angeordnete Mittelwand erzeugt sowie durch die sukzessive Verkleinerung der Raumachsen von Süden nach Norden. Durch das Versetzen oder das Hintereinanderlegen der Türöffnungen entsteht eine wechselweise mäandrierende und gradlinige Wegführung durch das Museum. Zwei grosse Seitenfenster – einmal nach Osten, einmal nach Westen hin – erlauben den Besuchern den Ausblick ins Freie wie auch die Orientierung im Gebäude. Der durch ein Panoramafenster erhellte Leseraum und der Raum für Dia- und Filmvorführungen befindet sich in der Mitte des Rundgangs. Den architektonischen Auftakt zum Museumsbesuch bildet die grosse Eingangshalle mit dem Empfangs- und Verkaufskorpus, die durch ein die ganze Raumbreite einnehmendes Fenster den Blick auf die Landschaft freigibt. Als erster und grösster Raum bildet das zusätzlich durch ein Oblicht erhellte Entrée den Ort für Besammlungen, Ansprachen und Vorträge.
Das Belichtungssystem der Aussenräume mit unterschiedlich hohen und breiten Giebeln ergibt die typische «Zick-Zack-Form» des Bauvolumens, die mit den aneinander stossenden Satteldächern der Appenzeller Ortschaften verwandt ist und auch an die regelmässigen Shed-Dachformen von Gewerbe- und Agrarbauten denken lässt. Die Dachflächen sind mit sandgestrahlten Chromstahlblechen verkleidet, um das Licht, das in die Ausstellungsräume zurückgeworfen wird, im Innern möglichst richtungslos und farblich unverfälscht zu haben. Die Fassadenflächen bestehen aus demselben Material. Die geschuppte Verlegeart der Bleche und auch die matt grau schimmernde Farbe des Chromstahls erinnern entfernt an die von der Witterung silbern ergrauten Schindelfassaden und vormaligen Schindeldächer der traditionellen Appenzeller Bauten. Gleich materialisiert, verbinden sich die Fassaden und unterschiedlich geneigten Dachflächen zu einem einprägsamen, kleinen «Volumengebirge» – vor dem Hintergrund des Alpsteins.

## Sammlung
Die Kunstsammlung der Heinrich Gebert Kulturstiftung umfasst mehr als 1000 Gemälde, Zeichnungen, Aquarelle und Gouachen von Carl August Liner und Carl Walter Liner. Hinzu kommen über 300 Arbeiten von Künstlerinnen und Künstlern der Klassischen Moderne und der Gegenwartskunst. Schwerpunkte der Sammlung sind Malerei und Bildhauerei.
Mit der Schenkung von über 1000 Werken der beiden Appenzeller Maler Carl August und Carl Walter Liner durch Heinrich Gebert, Katharina Liner und andere kam 1998 auch ein grosszügiges Legat an Kunstwerken der klassischen Moderne und der Gegenwartskunst in das Haus – ein Geschenk, das der Mäzen Heinrich Gebert (1917–2007) und seine Gattin Myriam Gebert-Macconi um weitere Legate ergänzten. Heute befinden sich über dreihundert Werke der Schweizer und der internationalen Avantgarde in der Sammlung. Neben Preziosen der Moderne, unter anderem von Piet Mondrian, Alexander Calder, Hans Arp und Ernst Ludwig Kirchner, finden sich Werke einiger Protagonisten der Nachkriegsmoderne, beispielsweise Antoni Tàpies, Ernst Wilhelm Nay, Eduardo Chillida, Frank Stella, Pierre Alechinsky, Theodoros Stamos, Willi Baumeister, Matias Spescha, Gottfried Honegger, Erwin Rehmann oder Hugo Weber. Weitergeführt wird diese «kleine Kunstgeschichte» durch Schweizer und deutsche Gegenwartskünstler wie Kerim Seiler, Dominik Stauch, Margret Eicher, Stefan Steiner, Stefan Inauen, Robert B. Käppeli und Beat Zoderer.